# STS-124

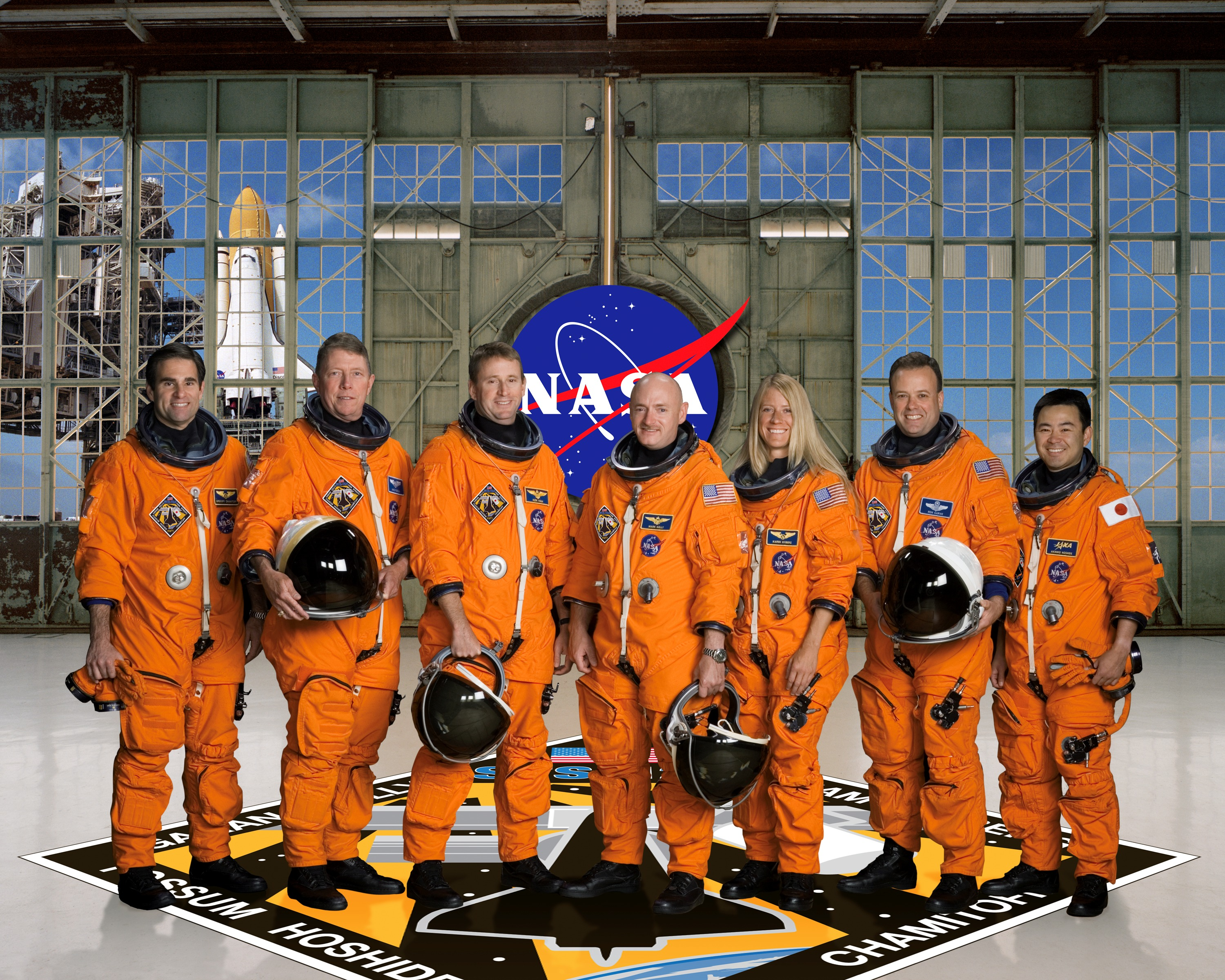

STS-124는 우주 왕복선 프로그램 중의 하나로 디스커버리 우주왕복선을 사용하였다. 2008년 5월 31일에 발사하여 이틀 뒤에 국제우주정거장에 도킹하게 되었다. 이 우주 왕복선 임무는 일본의 키보 모듈을 싣고 조립하였다. 2008년 6월 15일 (한국 표준시)에 착륙하였다.